# Community (televisieserie)

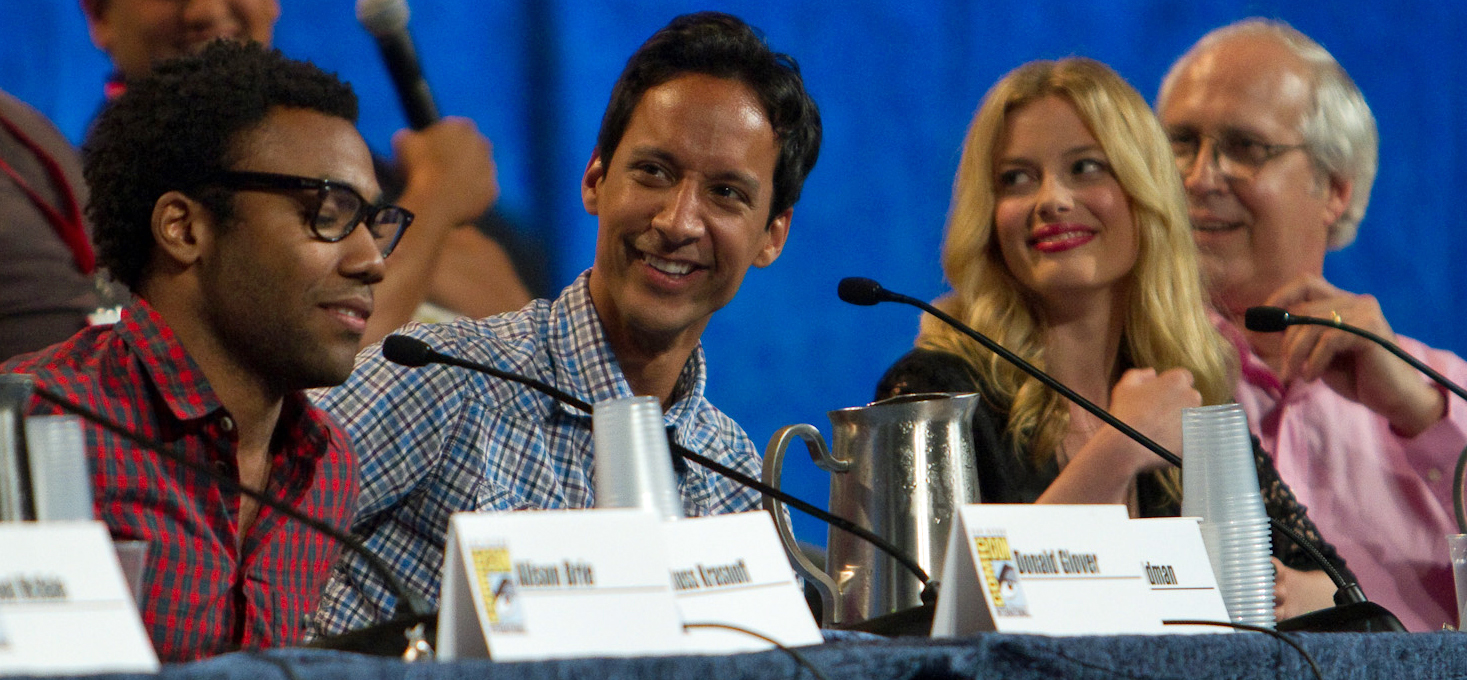
Donald Glover, Danny Pudi, Gillian Jacobs en Chevy Chase tijdens San Diego Comic-Con in juli 2010

Community is een Amerikaanse televisieserie (sitcom) die van 17 september 2009 tot 17 april 2014 door NBC en van 17 maart 2015 tot 2 juni 2015 door Yahoo! werd uitgezonden. Sinds 1 april 2020 is de gehele serie te zien op Netflix. De serie werd bedacht door Dan Harmon en geproduceerd door Sony Pictures Television en Universal Media Studios. Community kreeg ondanks tegenvallende kijkcijfers lovende recensies en heeft na de beëindiging van de serie een cult following opgebouwd.

## Personages

### Hoofdpersonages
Community draait om een studiegroep op het Greendale Community College. Het centrale figuur in het begin van het verhaal is Jeff Winger (Joel McHale), een geschorste advocaat die opnieuw colleges volgt nadat zijn diploma ongeldig is verklaard door de balie. Winger richtte een studiegroep op om indruk te maken op Britta Perry, een vrijgeestige studente (gespeeld door Gillian Jacobs). Deze groep bestaat verder nog uit de volgende vijf vaste leden:
- Danny Pudi als Abed Nadir, een autistische filmstudent van Palestijnse en Poolse afkomst. Hij is de beste vriend van Troy. Abed houdt van televisieseries.
- Yvette Nicole Brown als Shirley Bennett, een gescheiden moeder die voor het eerst studeert.
- Donald Glover als Troy Barnes, een populaire jongen die vroeger als quarterback speelde. Hij brak expres zijn schouders om de druk van presteren kwijt te raken.
- Alison Brie als Annie Edison, een preutse nerd, die een pillenverslaving had op school.
- Chevy Chase als Pierce Hawthorne, een oude zakenman die homofoob en xenofoob lijkt te zijn en stereotype ideeën heeft.

In de latere seizoenen verdwenen Pierce, Troy (seizoen 5) en Shirley (seizoen 6) uit de serie. Hun plek werd door andere personages, waaronder Benjamin Chang (Ken Jeong), ingenomen.

### Andere personages
- Decaan Craig Pelton, de waarschijnlijk homoseksuele decaan van Greendale, die zich duidelijk aangetrokken voelt tot Jeff. Hij komt vaak naar groep als ze aan het praten zijn in een vreemd, apart, kort en klein kostuumpje. Pelton wordt gespeeld door Jim Rash.
- Señor Benjamin Chang, in de eerste seizoenen de verknipte docent Spaans. Als hij dankzij Annie wordt ontslagen stort zijn leven in. Hij woont een jaar in het ventilatiesysteem van de school met Troys ontsnapte aap "Annies Boobs". Hij woont daarna bij Jeff. In een aflevering ontvoert Chang de decaan, grijpt de macht op school en laat een imitator de rol van de decaan spelen. Als Chang afgezet wordt en later terugkomt, zegt hij dat hij Kevin heet en lijdt aan Changnesia; hij spioneert tegelijkertijd voor City College. Chang wordt gespeeld door Ken Jeong.
- Alex "Starburns" Osbourne, een wat verlopen student op Greendale. Hij wordt Starburns genoemd omdat hij zijn bakkebaarden scheert in de vorm van een ster. In 2012 steelt hij biologie spullen om een drugslab te bouwen in zijn auto. Zijn auto ontploft echter door een ongeluk met zijn drugslab, waardoor hij overlijdt. Later blijkt dat hij zijn dood in scène had gezet. Starburns wordt gespeeld door Dino Stamatopoulos.
- Vicky, een meisje in de biologieklas van de groep. Ze heeft een relatie met Neil. Vicky wordt gespeeld door Danielle Kaplowitz.
- Fat Neil, een student die aan overgewicht lijdt en op zijn oude school daarmee gepest was en daarom naar Greendale gaat. Daar noemt Jeff hem per ongeluk 'fat Neil' (Nederlands: 'dikke Neil'). Hij wordt sleutelbewaarder, maar wordt in 2012 ontslagen wegens het saboteren van een biologieproef. Fat Neil wordt gespeeld door Charley Koontz.
- Leonard, een student die nog ouder is dan Pierce. Hij heeft gediend in Vietnam. Leonard heeft een gokverslaving. Leonard wordt gespeeld door Richard Erdman.
- Annie's Boobs. Als de groep een syndicaat opricht, verwent Abed de leden van de groep. Hij geeft Troy een kapucijnaapje die Troy "Annie's Boobs" noemt en die een eigen Twitteraccount heeft. De aap woont in het ventilatiesysteem van de school en steelt allerlei spullen van de school en de studenten. Annie's Boobs wordt gespeeld door Crystal the Monkey.
- Cornelius Hawthorne, de vader van Pierce. Hij heeft Pierce alles geleerd wat hij weet. Shirley noemt hem "de Abed van het rasicme". De eerste aflevering waar hij in voorkomt, wordt tevens zijn laatste: Wanneer Jeff hem ermee confronteert dat hij een slechte vader is, krijgt Hawthorne een hartaanval en overlijdt ter plekke. Cornelius Hawthorne wordt gespeeld door Larry Cedar.
- William Winger, de vader van Jeff. Hij verliet Jeff en zijn moeder toen Jeff nog heel jong was. William Winger wordt gespeeld door James Brolin.
- Ian Duncan, een Britse professor en psycholoog met een drankprobleem. Ian Duncan wordt gespeeld door John Oliver.
- Garret Xander Lambert, een student wetenschappen waarvoor verschillende rally's zijn gehouden om hem te 'redden'. Hij wordt gespeeld door Erik Charles Nielsen.

## Film
In juni 2014 bevestigde Zack Van Amburg die werkzaam is voor Sony Pictures, dat een Community film in de vroege fases van productie zat. Een jaar later, na het eindigen van de serie bevestigde bedenker en producent van de serie Dan Harmon dat hij nog niet bereid was om een Community film te maken maar dat de fans in de toekomst zeker een film konden verwachten. Ook vertelde hij dat Yahoo! gelijk na het eindigen van seizoen 6 een film wilde produceren maar hier had Harmon nog geen zin in.
In juli 2016 vertelde Harmon in een interview met Larry King dat een Community film er zeker zou komen, hij wilde echter niet zeggen wanneer hij zou beginnen met de productie.

## Soundtrack
| Nr. | Titel                                                             | Artiest                                | Duur |
| --- | ----------------------------------------------------------------- | -------------------------------------- | ---- |
| 1.  | At Least It Was Here (Community Main Title) – Main Title Version  | The 88                                 | 0:35 |
| 2.  | 101 Rap                                                           | Donald Glover en Danny Pudi            | 0:35 |
| 3.  | Getting Rid of Britta                                             | Chevy Chase, Eric Olsen en Tom Wolfe   | 2:15 |
| 4.  | Pierce You Are A B                                                | Eric Olsen, Tom Wolfe en Jacques Slade | 2:21 |
| 5.  | Pierce Raps                                                       | Jacques Slade                          | 0:36 |
| 6.  | Night Cap                                                         | Jacques Slade                          | 2:10 |
| 7.  | The Way It Is                                                     | Chevy Chase                            | 0:59 |
| 8.  | Community Medley                                                  | Ludwig Göransson                       | 4:37 |
| 9.  | Somewhere Out There                                               | Donald Glover en Danny Pudi            | 2:09 |
| 10. | I Never Die                                                       | Jacques Slade                          | 1:50 |
| 11. | Sensitive Night                                                   | Yvette Nicole Brown                    | 1:01 |
| 12. | Party Where Your Heart Is                                         | Trevor Armstrong                       | 1:01 |
| 13. | Annie's Song                                                      | Eric Olsen                             | 1:37 |
| 14. | Episode 119 Medley                                                | Ludwig Göransson                       | 3:43 |
| 15. | Come, Take a Trip In My Air-Ship                                  | Chevy Chase, Danny Pudi en Joel McHale | 0:46 |
| 16. | Some Worries                                                      | Chevy Chase, Eric Olsen en Tom Wolfe   | 2:10 |
| 17. | If I Die Before You                                               | Ludwig Göransson                       | 2:49 |
| 18. | At Least It Was Here (Community Main Title) – Full Length Version | The 88                                 | 2:50 |